# YGEX
YGEX(일본어: ワイジーエックス 와이지엣쿠스[*])는 일본의 음반사이다. 일본의 레코드 회사 에이벡스와 대한민국의 연예 기획사 YG 엔터테인먼트가 공동으로 발족한 음반사로, 대한민국의 기획사가 일본에서 레이블을 설립하는 것은 이번이 처음이다. 회사명은 YG 엔터테인먼트의 'YG'와 에이벡스의 'EX'를 합친 것이며, "EXPERIENCE" (경험)와 "EXCLUSIVE" (독점)라는 두 가지 의미를 담고있다.

## 개요
YG 엔터테인먼트와 에이벡스의 합작 레이블인 본사는 YG 소속 가수 전용 레이블이다. 전용 레이블을 마련한 것은 YG의 음악을 그대로 지향하기 위해서였다. YG는 대한민국 외에 음악 사무소에 비해 일본 진출에 소극적이었다. 그것은 일본 진출에 있어 자신의 음악적 특징을 버리고 "일본 음악화" 해야 하는 것에 대해 부담이 있었기 때문이다. 거기에 전용 레이블을 마련하는 것으로, YG의 음악적인 성향을 지키게 되었다. 레이블 출범 즈음 해, avex의 마쓰우라 마사토 회장은 K-POP도 J-POP도 아닌 "YGEX 사운드"를 설립했다.

## 주요 소속자
- BIGBANG
- GD&TOP (BIGBANG 유닛)
- WINNER
- GD X TAEYANG (BIGBANG 유닛)
- iKON
- 젝스키스
- BLACKPINK
- TREASURE